# (2179) Platzeck
(2179) Platzeck (1965 MA; 1930 WG; 1935 TH; 1940 TK; 1951 WU1; 1956 VQ; 1976 QU1; 1976 SG10; 1987 SL2; A906 FH) ist ein Asteroid des äußeren Hauptgürtels, der am 28. Juni 1965 vom US-amerikanischen Astronomen Arnold R. Klemola an der Astronomischen Einrichtung Leoncito im Nationalpark El Leoncito (IAU-Code 808) entdeckt wurde. Der Asteroid gehört zur Eos-Familie, einer Gruppe von Asteroiden, die nach (221) Eos benannt wurde.

## Benennung
(2179) Platzeck wurde nach Ricardo Pablo Platzeck, Direktor des Observatorio Astronómico de Córdoba, des Córdoba Institute of Mathematics sowie des Balseiro Institute (Universidad Nacional de Cuyo), benannt. Er spielte eine wichtige Rolle an der Fertigstellung des 1,5-Meter Bosque Alegre-Teleskops in Bosque Alegre 1941.